# Соборне (Охтирський район)
Соборне —  село в Україні, у Чупахівській селищній громаді Охтирського району Сумської області. Населення становить 85 осіб. 
До 2017 орган місцевого самоврядування — Грінченківська сільська рада. З 2017 року у складі Чупахівської селищної ОТГ.

## Географія
Село Соборне знаходиться між річками Ташань і Олешня (4-5 км). Примикає через 100  метрів до села Грінченкове. 
Поруч проходила залізнична гілка вузькоколійки (Охтирка-Чупахівка-Зіньків).

## Історія
Засноване в 20-х роках ХХ століття як село Піонер. Працює підрозділи агрофірми «Піонер», сільський клуб та бібліотека-філія.